# II. třída okresu Chrudim
II. třída okresu Chrudim (Okresní přebor II. třídy) je neprofesionální fotbalová liga České republiky, která patří společně s ostatními druhými třídami mezi osmé nejvyšší fotbalové soutěže v Česku. Je řízena Okresním fotbalovým svazem Chrudim. Hraje se každý rok od léta do jara se zimní přestávkou. Účastní se ji 16 týmů z okresu Chrudim, každý s každým hraje jednou na domácím hřišti a jednou na hřišti soupeře. Celkem se tedy hraje 30 kol. Vítězem se stává tým s nejvyšším počtem bodů v tabulce a postupuje do I.B třídy Pardubického kraje - skupiny A. Poslední dva týmy sestupují do III. třídy okresu Chrudim (Řídí se sestupovým řádem). Do II. třídy postupuje vždy vítězný, a v případě potřeby doplnění počtu účastníků, druhý tým z III. třídy.

## Vítězové
| Ročník    | Vítězný tým              |
| --------- | ------------------------ |
| 2004/2005 | TJ Kameničky             |
| 2005/2006 | FK Proseč                |
| 2006/2007 | SK Chroustovice          |
| 2007/2008 | TJ Tatran Miřetice       |
| 2008/2009 | TJ Tatran Miřetice       |
| 2009/2010 | SK Chrast                |
| 2010/2011 | TJ Luže                  |
| 2011/2012 | TJ Tatran Miřetice       |
| 2012/2013 | FC Nasavrky              |
| 2013/2014 | FK Proseč                |
| 2014/2015 | SK Stolany               |
| 2015/2016 | SK Rozhovice             |
| 2016/2017 | SK Sokol Prosetín        |
| 2017/2018 | FK Junior Skuteč         |
| 2018/2019 | SK Spartak Slatiňany „B“ |
| 2019/2020 | SK Rváčov                |
| 2020/2021 | TJ Tatran Hrochův Týnec  |